# تشارلز دي كوستر
تشارلز دي كوستر هو صحفي وكاتب ومؤلف وشاعر بلجيكي، ولد في 20 أغسطس 1827 في ميونخ في ألمانيا، وتوفي في 7 مايو 1879 في إيكسل في بلجيكا.

## وصلات خارجية
- تشارلز دي كوستر على موقع IMDb (الإنجليزية)
- تشارلز دي كوستر على موقع الموسوعة البريطانية (الإنجليزية)
- تشارلز دي كوستر على موقع ألو سيني (الفرنسية)
- تشارلز دي كوستر على موقع ديسكوغز (الإنجليزية)
- تشارلز دي كوستر على موقع قاعدة بيانات الفيلم (الإنجليزية)
- تشارلز دي كوستر على موقع كينوبويسك (الروسية)